# Achagua
Die Achagua sind ein indigenes südamerikanisches Volk, das in Venezuela und Ostkolumbien lebt, dort insbesondere im Verwaltungsbezirk Meta. Ihre Sprache, die zur Familie der Arawak-Sprachen gehört, wird noch von etwa 400 Menschen gesprochen. Von diesen beherrschen die allermeisten zusätzlich zum Achagua nicht nur die spanische Sprache, sondern auch die dem Achagua ähnliche indigene Sprache Piapoco.
Traditionell betrieben die Achagua typische tropische Landwirtschaft, lebten in großen Dörfern und bauten bitteren Maniok und andere Nutzpflanzen an. Die Achagua waren kriegerisch und eine der wenigen südamerikanischen Ureinwohner, die mit Curare vergiftete Pfeile benutzten.
Die soziale Struktur der Achagua zeichnete sich durch zahlreiche Erblinien aus, die nach Tieren wie Schlange, Fledermaus, Jaguar und Fuchs benannt wurden. Jede dieser Einheiten bewohnte ein Gemeinschaftshaus im Dorf. Die Achagua waren polygyn, jeder Mann strebte danach, drei oder vier Ehefrauen zu haben. Die Häuptlinge unterhielten auch Konkubinen. Die Ehefrauen waren rechtlich gleichgestellt, und jede bebaute ihr eigenes Feld. Die Frauen waren vom Haus der Männer und von einer Reihe religiöser Zeremonien ausgeschlossen. Die Achagua glaubten an ein höheres Wesen, an einen Gott der Felder, des Reichtums, an Götter des Erdbebens, des Wahnsinns und des Feuers. Sie beteten auch Seen an.